# Kopernik (pierwiastek)
Kopernik (Cn, łac. copernicium) – pierwiastek chemiczny z grupy metali przejściowych w układzie okresowym, o liczbie atomowej 112.

## Nazwa
Nazwa pierwiastka została oficjalnie zatwierdzona przez IUPAC 19 lutego 2010 roku i pochodzi od nazwiska astronoma Mikołaja Kopernika. Wcześniej stosowano tymczasową nazwę ununbi (symbol Uub), zgodnie z nomenklaturą IUPAC, a nieoficjalnie także „eka-rtęć” (eka-Hg), jako że pierwiastek ten w układzie okresowym znajduje się bezpośrednio pod rtęcią. Polska nazwa pierwiastka ustalona przez Polskie Towarzystwo Chemiczne brzmi „kopernik”.

## Historia badań
Kopernik został po raz pierwszy uzyskany w laboratorium GSI w Darmstadt w Niemczech poprzez bombardowanie jonami cynku-70 ołowianej tarczy (tzw. „zimna” synteza, której nie należy mylić z zimną fuzją). Dokonał tego zespół naukowców, którym kierowali S. Hoffman, V. Ninov i F.P. Hessburger, w dniu 9 lutego 1996 roku. Reakcja jądrowa, w której został otrzymany izotop 277Cn, ma postać:
20882Pb + 7030Zn → 278112Cn* → 277112Cn + n
W roku 2002 zespół Hoffmana poinformował o ponownym otrzymaniu koperniku. W każdym z tych eksperymentów zaobserwowano jeden atom pierwiastka o czasie życia rzędu 1 s. Jednoznacznie zidentyfikowano go na podstawie łańcucha skorelowanych ze sobą rozpadów jądrowych (w tym przypadku sześciu rozpadów α) prowadzących do znanych wcześniej jąder. Interpretacja Hoffmana została potwierdzona dzięki syntezie koperniku z tych samych substratów przez japońską grupę naukowców K. Mority i współpracowników (2005, 2007). IUPAC oficjalnie uznała odkrycie niemieckich naukowców 10 czerwca 2009.
W późniejszych eksperymentach izotop 283Cn o czasie życia rzędu kilku do kilkuset sekund otrzymany został przez zespoły z Dubnej i GSI w wyniku bombardowania jonami 48Ca tarcz uranowych, plutonowych i kiurowych (tzw. „gorąca fuzja”). W eksperymencie w Dubnej korzystano z krzemowych detektorów promieniowania α opracowanych w Instytucie Technologii Elektronowej w Warszawie przez zespół badawczy kierowany przez Macieja Węgrzeckiego.
Otrzymanie koperniku w wyniku bombardowania tarczy wolframowej protonami o energiach rzędu wielu GeV, ogłoszone przez A. Marinova w roku 2003, zostało uznane za niepotwierdzone i wynikające prawdopodobnie z błędów aparaturowych. Rezultatów tych nie udało się powtórzyć w innych laboratoriach.

## Właściwości
Obliczenia teoretyczne wskazują, że stabilny izotop koperniku byłby prawdopodobnie lotną cieczą o temperaturze topnienia ok. 10 °C i temperaturze wrzenia ok. 70 °C. Jego gęstość oszacowana została na 14,0 g/cm3, czyli jedynie niewiele więcej niż gęstość rtęci (13,5 g/cm3).